# Isus u Talmudu
Isus Nazarećanin (hebr. Yeshu ha-Nosri) je u Talmudu, svetom spisu judaizma, prikazan prilično drugačije od tradicionalnog hrišćanskog viđenja.
Prema talmudskom predanju, Isusova majka je bila siromašna jevrejska devojka, koju je muž, stolar po zanimanju, oterao zbog preljube sa rimskim vojnikom po imenu Pantera. Napuštena od muža i prezrena od društva, Marija je rodila Isusa. Zbog bede i siromaštva Isus je otišao u Egipat, gde je izučio magiju. Uveren u svoje vještine, vratio se u rodnu Palestinu i predstavljao sebe bogom. Nakon što je okupio brojne učenike i stekao veliku popularnost, osuđen je kao jeretik i pogubljen uoči praznika Pashe.
Talmudsko viđenje Isusa za mnoge hrišćane predstavlja bogohuljenje i tokom istorije je bilo jedna od glavnih prepreka verskom dijalogu hrišćanstva i judaizma. Sličan prikaz Isusa se nalazi i u potonjem jevrejskom spisu Toledot Ješu (život Isusa), koji je kružio jevrejskim zajednicama tokom srednjeg veka. Jevrejsko viđenje Isusa je tokom istorije izazvalo čitav talas antisemitske literature na zapadu.

## Hrišćanska cenzura
U srednjem veku ovakav prikaz Isusa je izazvao seriju kritika judaizma od strane hrišćanske crkve, uključujući raspravu u Parizu, raspravu u Barseloni i raspravu u Tortosi, tokom kojih je jedna od glavnih optužbi bila da Talmud sadrži uvredljive reference na Isusa. Kao rezultat ovih rasprava, Katolička crkva je naredila cenzuru Talmuda. Od tada, u mnogim izdanjima su reference na Isusa odstranjene ili menjane.
| Izdanje / Rukopis | Pasus o pogubljenju (Sanhedrin 43 a-b)                           | Pasus o kazni u paklu (b Gittin 57a)    | Pasus o učenicima (Sanhedrin 43 a-b) |
| ----------------- | ---------------------------------------------------------------- | --------------------------------------- | ------------------------------------ |
| Herzog 1          | u predvečerje Pashe obesili su Isusa Nazarećanina                |                                         | Isus Nazarećanin je imao pet učenika |
| Vatican 130       |                                                                  | on je otišao i doveo Isusa Nazarećanina |                                      |
| Vatican 140       |                                                                  | on je otišao i doveo Isusa              |                                      |
| Munich 95         | u predvečerje Pashe obesili su [ime izbrisano]                   | on je otišao i doveo Isusa              | [tekst izbrisan]                     |
| Firenze II.1.8-9  | na šabat čak i u predvečerje Pashe obesili su Isusa Nazarećanina |                                         | Isus Nazarećanin je imao pet učenika |
| Karlsruhe 2       | u predvečerje Pashe obesili su Isusa Nazarećanina                |                                         | Isus Nazarećanin je imao pet učenika |
| Barco             | u predvečerje Pashe obesili su [nije čitljivo]                   |                                         | [nije čitljivo] je imao pet učenika  |
| Soncino           | u predvečerje Pashe obesili su [nije čitljivo]                   | on je otišao i doveo [ime nedostaje]    |                                      |
| Vilna             | [ceo pasus izbrisao cenzor]                                      | on je otišao i doveo grešnike Israela   | [ceo pasus izbrisao cenzor]          |
Tek u 20. veku nova izdanja obnavljaju cenzurisan materijal, kao što je englesko Soncino izdanje 1935.

## Talmudski navodi
Postoji više pasusa Talmuda za koji proučavaoci smatraju da se odnose na Isusa. Sledeći se smatraju kontroverznijim i značajnijim:
Naš rabini uče da je Isus Nazarećanin imao pet učenika, a to su: Mataj, Nakaj, Necer, Buni i Todah. 
Učitelj je rekao: „Isus Nazarećanin praktikuje magiju i vara i zavodi Izrael na stranputicu.”

„Isus sin Stade je Isus sin Pandera?”

Rav Hisda reče: „Muž je bio Stada a ljubavnik Pandera.”

„Ali nije li joj suprug Papos sin Jehude, a majka Stada?”

"Ne, Isusova majka je bila Mirjam, koja je puštala kosu da joj raste duga, i zvala se Stada.

Pumbedita kaza o njoj: "Ona je bila neverna svome mužu ".
Jakov ... je došao da ga leči u ime Isusa sina Pantere.
Govorio mi je reči jeresi u ime Isusa sina Pantire.
Na (šabat uvječe) uoči Pashe, Isus Nazarećanin je obješen. A vjesnik iziđe četrdeset dana pre toga navješćujući: „Isus Nazarećanin će biti kamenovan jer je praktikovao čarobnjaštvo i podstrekivao i zavodio Izrael na idolopoklonstvo. Ko zna bilo što u odbranu može doći i izjaviti to.” Međutim, pošto nisu našli ništa u njegovu odbranu objesili su ga na (šabat uvječe) uoči Pashe.

Ulla je rekao : "Pretpostavljate li da je Isus Nazarećanin bio jedan od onih za koga se može podneti odbrana? On je bio mešit (neko ko podstiče Izrael na idolopoklonstvo), o kome Milostivi [Bog] kaže: „Ne pokaži mu saosećanja i ne štiti ga (Ponovljeni zakoni 13:9).” Sa Isusom Nazarećaninom je bilo drugačije. Jer on je bio blizak vlastima.

## Srodni Kelsovi navodi
Platonistički filozof Kelsos oko 178. godine u svome delu Istinski logos piše o jevrejskom viđenju Isusa, koje navodi nasuprot hrišćanskim dogmama. Proučavaoci su uočili značajne paralele (Marijina preljuba, očevo ime „Panthera”, boravak u Egiptu, magične moći) između Kelsovih navoda i Talmuda. U Kelsovom delu, jedan Jevrejin kaže:
Ovi Kelsovi navodi su takođe odbačeni od strane hrišćana, a njegovo pisanje je posmatrano kao bogohuljenje.

## Kritička analiza
Neki naučnici smatraju da Talmud ne pruža nikakve istorijske podatke o Isusu, već ove navode vide isključivo kao kritiku hrišćanskog mesije. Drugi naučnici, pak, smatraju da Talmud pruža određene podatke o Isusu kao istorijskoj ličnosti. Oni tvrde da značaj Talmuda kao ranog izvora leži u tome što daje „protivničko viđenje” Isusa. Oni iz Talmuda izvlače sledeće činjenice:
- Postojala je religiozna ličnost po imenu Isus.
- Njegova majka je bila Marija, i ona je bila udata za stolara.
- Marija je bila optužena da je zatrudnela van braka i verovalo se da njen verenik nije otac Isusa.
- Isus je išao u Egipat.
- Isus je bio verski učitelj.
- Isus je imao brojne učenike.
- Učenici su lečili u ime Isusa.
- Isus je izvodio čudesna dela, koja su mnogi doživljavali kao čarobnjaštvo.
- Kada je postao naširoko poznat, optužen je za upražnjavanje magije i odvođenje Izraela na stranputicu.
- Svi su ga napustili i niko došao u njegovu odbranu.
- Pogubljen je uoči praznika Pashe.

Na osnovu kritičke analize podataka iz Talmuda, i drugih ranih izvora, naučnici pokušavaju da rekonstruišu lik istorijskog Isusa.

## Spoljašnje veze
- (језик: енглески) The Jesus Narrative In The Talmud
- (језик: енглески) Jesus' Membrum in the Talmud Архивирано на веб-сајту  (22. мај 2011)
- (језик: енглески) The Talmud Ben Stada Jesus Stories